# ملكة جمال الدولية 1998
ملكة جمال الدولية 1998، هي نسخة مسابقة ملكة جمال الدولية الثامنة والثلاثون في تاريخ مسابقة ملكة جمال الدولية منذ انطلاقتها عام 1960، عقدت مسابقة في 26 سبتمبر 1998 في قاعة كوسنينكين في طوكيو ، اليابان. شهد هذا العام تنافس ثلاثة وأربعين متسابقة من جميع أنحاء العالم للفوز باللقب، في نهاية الحدث توجت ليا فيكتوريا بوريرو غونزاليس من بنما من قبل ملكة جمال الدولية السابقة .

## النتائج

### المراكز النهائية
| النتائج النهائية       | المتنافسة |
| ---------------------- | --- |
| ملكة جمال الدولية 1998 | - بنما - ليا فيكتوريا بوريرو غونزاليس |
| الوصيفة الأولى         | - فنزويلا - دانييلا كوسان |
| الوصيفة الثانية        | - الهند - شفتها جيشانكار |
| نصف النهائي            | - بوليفيا - ليليانا بينيا جوتشالا - كولومبيا - أدريانا هورتادو نوفيلا - جمهورية التشيك - بترا فالتينوفا - فنلندا - بيا هاركيكينين - فرنسا - باتريشيا سبيهار - اليابان - ميغومي تايرا - كوريا - تشو هاي يونغ - مقدونيا - أنا بينوفسكا - الفلبين - كوليت سينتينو جليزر - بولندا - أنييسكا أوسينسكا - أسبانيا - فانيسا روميرو توريس - تونس - نجلا كونيالي |

## الروابط الخارجية
- موقع ملكة جمال الدولية الرسمي